# Такканот ШУМ
Такканот ШУМ (ивр. תקנות שו"ם‎), или постановления ШУМ, представляет собой набор указов, сформулированных и согласованных в течение десятилетий лидерами трех центральных городов средневекового еврейства Рейнской области: Шпайер, Вормс и Майнц. Инициалы еврейских названий этих городов, Шпира, Вермайза и Магенца, составляют аббревиатуру ШУМ ("чеснок" на иврите). Хотя эти постановления были предназначены для решения проблем своего времени, их влияние на европейское еврейство длится уже много веков.

## Исторические предпосылки
После опустошения еврейских общин Рейнской области во времена Первого крестового похода евреи, которые раньше зарабатывали себе на жизнь как странствующие торговцы, больше не могли безопасно путешествовать по Европе, и им пришлось искать работу в городах, где они жили. Многие стали местными торговцами, другие стали ростовщиками. Это резко увеличило скорость торговли между евреями и неевреями, и, таким образом, участились судебные разбирательства как среди евреев, так и между евреями и неевреями. Кроме того, по мнению многих простых евреев, постоянно увеличивающееся налоговое бремя было несправедливо распределено между членами общины. Усиливающееся внутреннее и внешнее давление на еврейскую общину заставило еврейских лидеров принять ряд новых законов.

## Синод в Труа
Примерно в 1160 году в Труа состоялся синод. Этот синод возглавляли Рабейну Там, его брат Рашбам, оба внуки Раши, и Элиэзер бен Натан (Рааван). Более 250 раввинов из общин со всей Франции также приняли участие. На синоде был принят ряд общинных указов, касающихся как еврейско-языческих отношений, так и внутренних вопросов еврейской общины. Примеры таких указов включают в себя:
- Ограничение, требующее, чтобы евреи, участвующие в денежных спорах между собой, рассматривали дело в еврейском суде, а не в светском суде, если только одна из сторон не отказалась принять решение, вынесенное судом.
- Лицо, оспаривающее начисленную ему налоговую сумму, должно сначала заплатить налог, и лишь потом обратиться в суд.
- Лицо, предоставляющее помещение для синагоги, не может ограничивать посещение синагоги для отдельных персон, пришедших туда на молитву. Арендодатель может только отозвать разрешение в целом.[5]

Среди множества новых принятых или усиленных более старых указов был знаменитый запрет Раббену Гершома против многоженства.

## Синоды ШУМ

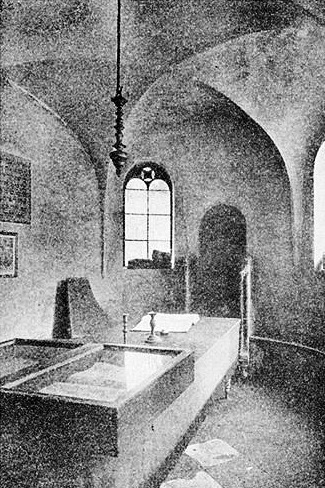
Исторический интерьер Школы Раши в городе Вормс

Синод в Труа был обязательным только для французского еврейства. Примерно в 1196 году раввины и общественные деятели по всей Рейнской области созвали свой собственный синод в Майнце, в котором они утвердили большинство указов синода Труа и добавили ряд своих собственных. Указы не получили столь прочного закрепления, как хотелось бы, поэтому через двадцать четыре года, в 1220 году, в Майнце был созван второй синод, на котором были вновь подтверждены указы, принятые в первом синоде. Важными историческими личностями, присутствовавшими на одном или обоих этих синодах, были Давид из Мюнценберга, Симха из Шпейера, Яков бен Ашер из Шпейера, Элиезер бен-Иоель га-Леви и Элеазар Рокеах.
Эти постановления охватывали как внутренние проблемы еврейской общины, так и вопросы, связанные с взаимодействием с нееврейским правительством того времени. Конкретные примеры законов, введенных в действие или закрепленных на синодах Рейнской области, включают:
- Установка херема на любого, кто сообщал о другом еврее до тех пор, пока не была произведена реституция.
- Отмена всех исключений из наложенных сообществом налогов.
- Запрет на кредитование денег другими евреям вне строгого соблюдения галахических законов о кредитах.
- Запрещение называть кого-либо мамзером или иным образом ставить под сомнение законную силу брака его или ее родителей.
- Разрешение использовать имущество умершего лица для обучения его детей, даже если умерший указал какое-то другое конкретное использование средств.

Было много других указов, которые касались различных аспектов еврейской правовой, финансовой и религиозной жизни того времени. В 1223 году в общине Рейнской области был проведен третий синод, на этот раз в Шпейере. Основным направлением этого синода была халица, но обсуждались и другие указы, в том числе запрет одного человека на установку или снятие херема. Чтобы быть введенными или снятыми, для таких запретов требовалось согласие более чем одного лидера сообщества. Среди известных участников этого третьего синода были Элазар Рокеах и Давид бен Шалтиэль.

## Современное состояние
В то время как части различных указов все еще остаются в силе, большинство ашкеназских евреев больше не считают Текканот ШУМ действующим. Указы были приняты для решения конкретных религиозных и социологических проблем того времени, и считалось, что они будут действовать только в течение того времени, пока такие проблемы существуют.  Тем не менее, существуют два конкретных указа, которые до сих пор считаются действующими: постановление о приданом и постановление о халице.

### Постановление о приданом
В то время было обычным делом выдавать замуж дочерей довольно молодыми, как только можно было найти подходящего мужа, причем сразу отдавалось и приданое.  В сочетании с детскими заболеваниями и высоким общим уровнем смертности это означало, что молодые люди нередко умирали в течение короткого времени после вступления в брак до того, как они устанавливали прочные отношения. Согласно еврейскому закону о наследовании, муж является единственным наследником своей жены, но жена не наследует от своего мужа. Таким образом, независимо от того, кто умер, приданое, которое представляло собой значительную жертву родителей жены ради счастья их дочери, в конечном итоге оставалось у мужа или его семьи. В результате родители стали неохотно давать своим дочерям большое приданое, что, в свою очередь, приводило к трудностям в поиске их мужей. Поэтому синод в Труа, возглавляемый Раббену Там, постановил, что, если муж или жена умрет в течение года от начала брака, не оставив выжившего ребенка, приданое вернется к родителям, которые его дали; если смерть наступит в течение двух лет, возвращается половина приданого. Хотя Раббену Там отменил этот указ перед своей смертью, он был подтвержден его учениками в первом синоде ШУМ. Этот указ сегодня включен посредством ссылки в стандартный брачный контракт ашкенази (тенаим) с фразой «и в случае отсутствия [эвфемизм для смерти] он будет считаться указом ШУМ»; в некоторых общинах даже это эллиптическое упоминание о смерти считается несчастливым на свадьбе, поэтому на него просто намекает загадочная фраза «и в случае, и т. д.», даже если на него вообще нет явной ссылки или если есть не является договором, предполагается, что стороны согласились с ним, если это явно не исключено.

### Постановление о халице

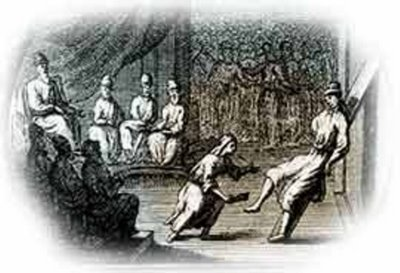
Гравюра, изображающая церемонию халица. Это церемония снимания башмака бездетной вдовой у брата покойного мужа, освобождающая его от обязанности жениться на ней, и дающая ей возможность выйти замуж за кого-либо другого.

Когда муж умер бездетным, у выжившего брата есть мицва для исполнения йибума или халицы. Уже во времена Талмуда йибум почти всегда заменялся халицей по разным причинам. Указы, принятые на синодах ШУМа, касались разрешенного промежутка времени и распределения имущества покойного после халицы.
В первоначальном указе, обсуждавшемся на всех трех синодах ШУМ, был установлен срок в три месяца после смерти мужа, в течение которого можно выполнять йибум или халицу (хотя йибум был редко, если вообще когда-либо проводился), а после халицы суд должен принять решение о распределении имущества, без возможности для брата, выполняющего халицу, впоследствии подать в суд. Этот указ был вновь подтвержден 60 лет спустя Меиром Ротенбургским.
Тем не менее, в 1381 году в Майнце был проведен еще один синод, который изменил выплату — установив равномерное разделение между вдовой и всеми выжившими братьями. Это было изменение по сравнению с предыдущей традицией, в которой брат, выполняющий халицу, обычно получал большую часть уцелевшего имущества. Эта версия является вторым из указов Такканот ШУМ, которые все еще применяются сегодня.